# Санкт-Лоренцен-ім-Мюрцталь
Санкт-Лоренцен-ім-Мюрцталь (нім. Sankt Lorenzen im Mürztal) — ярмаркова комуна  (нім. Marktgemeinde)  в Австрії, у федеральній землі Штирія. 
Входить до складу округу Брук-Мюрццушлаг.  Населення становить 3,521 осіб (станом на 31 грудня 2013 року). Займає площу 38 км².